# Fərid Məmmədov
Fərid Məmmədov (Baku, 30 agosto 1991) è un cantante azero.

## Biografia
Da bambino ha cantato nel complesso musicale Bulbul creato da Aybaniz Hashimova. Per lungo tempo è stato voce principale di questo ensemble.
Nel marzo 2013 ha vinto la selezione nazionale qualificandosi per l'Eurovision Song Contest 2013 che si è tenuto a Malmö, in Svezia, dove ha raggiunto il secondo posto. È stato il primo cantante solista maschile a rappresentare l'Azerbaigian al concorso.